# Асанга
Асанґа або Ар'ясанґа (санскр. असङ्ग, Āsaṅga / Āryāsaṅga IAST; кит.: 無著, Учжу; яп. むぢゃく, Мудзяку, 310 (330) — 370 (390)) — гандхарський буддійський мислитель, один із центральних теоретиків школи йоґачара, старший брат Васубандху.

## Біографія
Асанґа народився між 310 і 330 роками у країні Гандхарі, місті Пурушапурі, у сім'ї брагмана Каучіки. Він був старшою дитиною у родині.
Початково Асанґа був прихильником Хінаяни, але потім перейшов у Магаяну. Він провів багато років у медитації під керівництвом Майтреї-Натха. У дискусіях зі своїм братом Васубандху, Асанга переконав його у більшій досконалості Махаяни.
Ймовірно, що Асанґа помер між 370 і 390 роками в передмісті Айодг'ї у віці сімдесяти п'яти років. Згідно з традицією йоґачарів він був запрошений на небеса Тушіта, щоб отримати вчення від будди Майтреї, якому були присвячені більшість книг мислителя.

## Філософська спадщина
Асанґа написав багато творів, які лягли в основу вчення Йоґачари:
- Йоґачара-бгумі-шастра (瑜伽師地論) — праця присвячена розгорнутому трактуванню ідеалу бодгісаттви; важлива для цілого вчення магаяни.
- Магаяна-самграха (摂大乗論) — праця присвячена поясненню понятть алая-віджняна (аккумульованої свідомості) і трикая (трьох тіл будди)
- Абгідгарма-самуччая (大乗阿毘達磨論) — короткий звід основних понять абгідгарми, до яких додані визначення нових категорій, переважно течії йоґачари: алая-віджняна, татгата і три рівня реальності.

У китайській і тибетській традиції йоґачари, а також серед дослідників буддизму існують різні гіпотези стосовно авторства творів Асанґи.
Асанґа мав багато послідовників в Тибеті, Китаї і Японії. Серед них був історик і мислитель Сюаньцзан, засновник китайської буддійської школи Фасян. У всіх названих країнах Асанга вважається бодгісаттвою і з ним асоціюється культ будди, що прийде в майбутньому, — Майтреї.